# Sidney Richard Percy

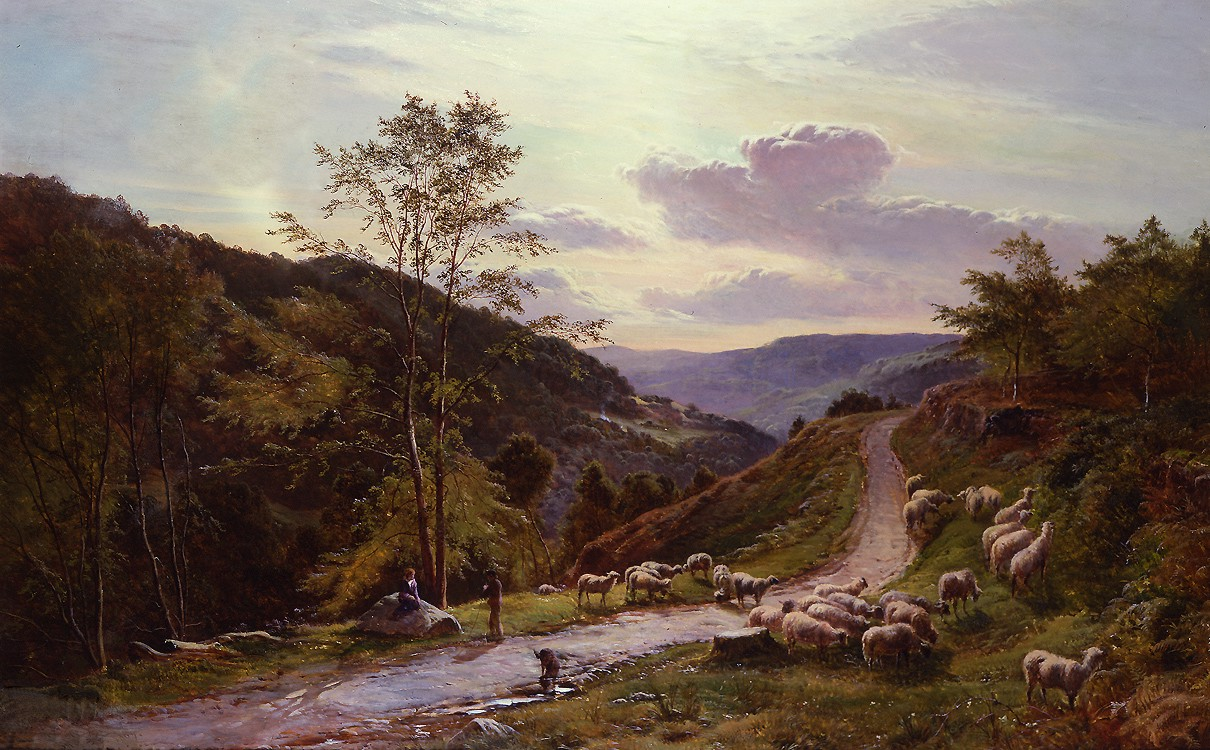
Near Bettwys-y-Coed (1869)

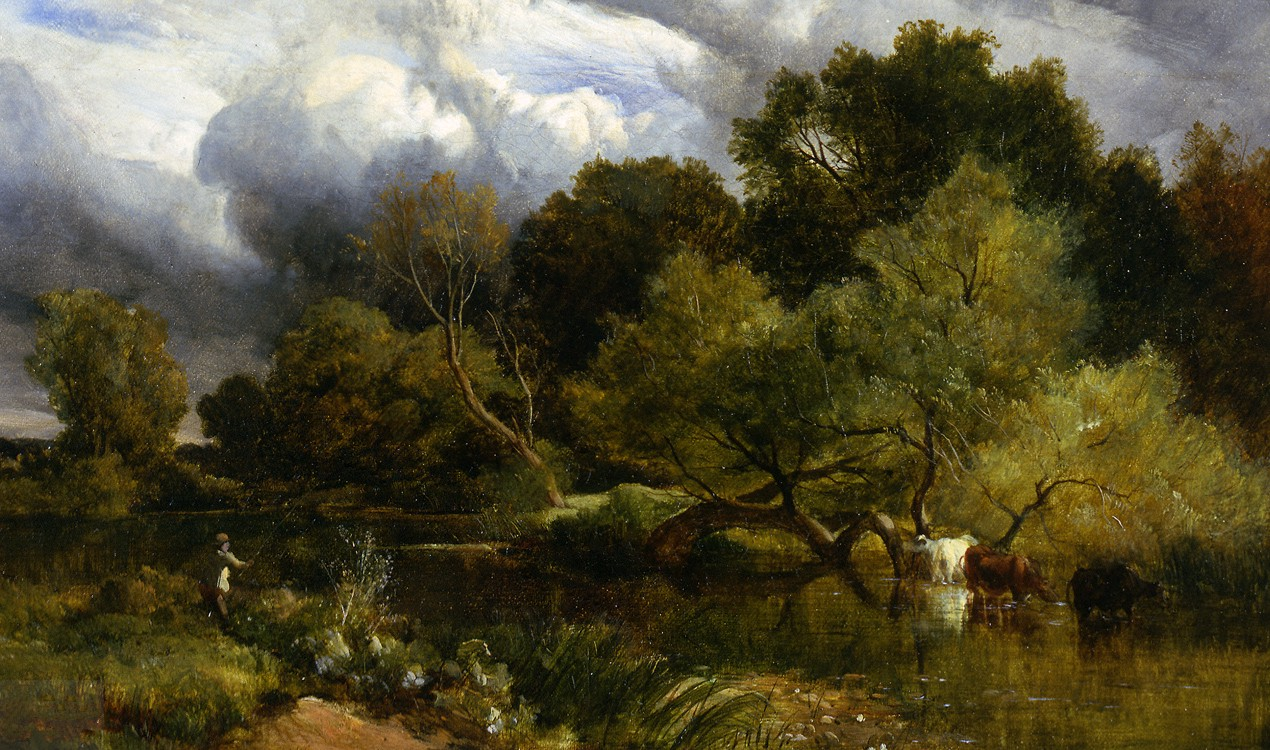
The Angler’s Corner (1851)

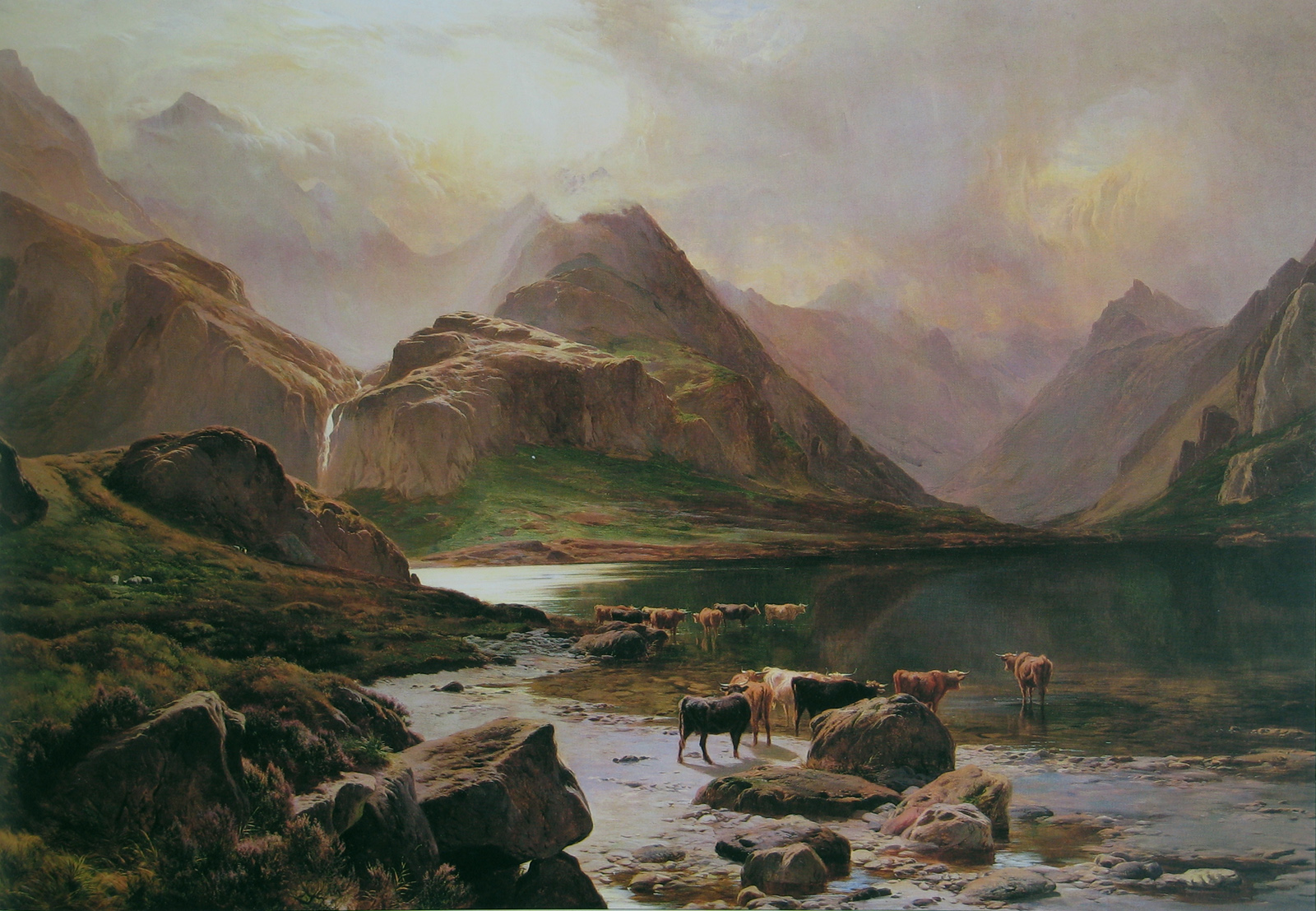
Loch Coruisk auf der Insel Skye (1874)

Sidney Richard Percy (eigentlich Sidney Richard Percy Williams) (* 1821 in London; † 13. April 1886 in Sutton (Surrey)) war ein englischer Landschaftsmaler.

## Biographie
Sidney Richard Percy Williams war der fünfte Sohn des Malers Edward Williams. Obwohl seine ersten Bilder mit "Sidney Williams" signiert waren, benutze er ab dem Alter von 20 Jahren als Unterscheidung zu den vielen anderen malenden Mitgliedern seiner Familie den Künstlernamen "Percy". Ab dem Jahr 1842 stellte Percy seine Werke in der Royal Academy of Arts und anderen Institutionen aus.
Die meisten von Percys Landschaftsbildern entstanden in Nord-Wales, Devon und Yorkshire, sowie im Lake District und auf der Insel Skye.
Nachdem Percy 1863 geheiratet hatte, ließ er sich in Buckinghamshire nieder. "Hill House" hieß das neue Zuhause, von dem aus der Maler Streifzüge durch die umgebenden Waldlandschaften unternahm. Er erlangte während dieser Zeit große Popularität und konnte sich Wagen und eine große Zahl Bediensteter leisten.
1865 unternahm Percy eine Studienreise nach Venedig und machte auf der Heimfahrt Halt in der Schweiz und in Paris. Der Krieg von 1866 zwischen dem Deutschen Bund unter Führung Österreichs und dem Königreich Preußen beendete Percys ausländische Reiseaktivitäten. Neue Inspiration gaben ihm die Landschaften in Nord-Wales; so verbrachte er viele Tage in der Gegend um Llanbedr und Arthog sowie an der Mündung des Mawddach in Merionethshire.

### Familie
Sidney Richard Percy Williams heiratete Emily Charlotte Fairlam, Tochter von Richard Fairlam, am 30. Juni 1857 in der Barnes Parish Church. Ihre Kinder waren:
1. Herbert Sidney Percy Williams, gestorben in Hammersmith
2. Gordon Williams, gestorben 1894
3. Edith Williams
4. Amy Dora Williams, geboren 1861, gestorben 1957 in Grange over Sands